# 和谐号CJ2型电力动车组
CJ2型电力动车组，原称CRH3G，是中国中车唐山机车车辆公司基于CRH3平台研发的8节编组250km/h级别城际动车组，仅制造完成一列。

## 研发历程
- 2013年，北车的CRH3G平台被授予中国工业设计红星奖。[2]
- 2013年12月26日，CJ2-2001真车曝光，其头型外观迅速引起争议。[3]
- 2014年4月，CJ-2在北京环铁完成整车级型式实验。[2]
- 2014年8月，CJ-2展开在秦沈客专和沪昆客专的正线实验。[2]
- 2018年第二季，CJ2動車組在廣佛肇城際軌道交通正式投入服務。
- 2019年10月14日，中车唐山机车车辆有限公司获得了由国家铁路局颁发的型号合格证和制造许可证，该型号动车组正式具备了批量生产和上线运营的条件。[4]

## 技术特点
CJ-2城际动车组旨在满足160km/h-250km/h级别城际铁路运营需求，设计最高运营时速250km/h。车辆采用8节编组，其中动车与拖车各4节。列车着重提高了可靠性和安全性，装备全车实时诊断、控制和远程监测系统。

### 外观
列车的两端头车驾驶窗部位有明显凹陷，车体上方到车头亦有明显的折线。被铁路爱好者群体戏称为“马桶圈”。

### 内饰
列车定员622人，分有一等座和二等座。车内有轮椅存放区、通用卫生间和餐吧车。列车一等座采用暖色光照明而二等座为普通白色光照明。

## 配属概况
CJ-2目前仅试制1列（CJ2-0303），而該車正式配属广州局集团。
| CJ2        |   |      |                  |            |  |
| 广州局集团 | 1 | 0303 | 佛山西（城际场） | 广佛肇城际 |  |

## 列车编组
车厢型号
- ZY：一等座车（First Class Coach）
- ZE：二等座车（Second Class Coach）
- ZEC：二等座车／餐车（Second Class Coach／Dining Car）

| 车厢号   | 1                   | 2                    | 3         | 4                    | 5                | 6         | 7                    | 8                   |
| 车型     | 一等座车            | 二等座车             | 二等座车  | 二等座车(带残疾人位) | 二等座餐吧合造车 | 二等座车  | 二等座车             | 二等座车            |
| 车辆编号 | CJ2-0XXX ZY xxxx01  | ZE 0xxx02            | ZE 0xxx03 | ZE 0xxx04            | ZEC 0xxx05       | ZE 0xxx06 | ZE 0xxx07            | CJ2-0XXX ZE xxxx00  |
| 动力配置 | 动车 带驾驶室（Mc） | 拖车，带受电弓（Tp） | 动车（M） | 拖车（T）            | 拖车（T）        | 动车（M） | 拖车，带受电弓（Tp） | 动车 带驾驶室（Mc） |
| 定員     | 60                  | 85                   | 85        | 76                   | 85               | 85        | 85                   | 61                  |
| 动力单元 | 单元1               | 单元1                | 单元1     | 单元1                | 单元2            | 单元2     | 单元2                | 单元2               |

- xxxx：列車編號（0303）

## 争议
列车凹陷的头型被指怪异而缺乏美感，亦被给予绰号“马桶圈”。